# Лунде, Катрин
Катрине Лунде (норв. Katrine Lunde; род. 30 марта 1980 года, Кристиансанн) — норвежская гандболистка, вратарь, единственная среди женщин трёхкратная олимпийская чемпионка (2008, 2012 и 2024), рекордсменка в истории гандбола по общему количеству олимпийских наград (5), чемпионка мира 2011 и 2021 годов, единственная в истории 7-кратная чемпионка Европы. На клубном уровне 5 раза побеждала в Лиге чемпионов ЕГФ, а также становилась чемпионкой Норвегии, Дании, Венгрии и России. Сестра-близнец гандболистки Кристин Лунде-Боргерсен. Рекордсмен сборной Норвегии по количеству сыгранных матчей.

## Карьера

### Клубная
Воспитанница школы клуба «Хонес». Выступала за свою карьеру в норвежских клубах «Кристиансанн» и «Вог», а также в датских «Ольборг» и «Виборг». Победительница Лиги чемпионов ЕГФ в составе «Виборга» сезонов 2008/2009 и 2009/2010. В 2010—2015 годах выступала за венгерский «Дьёри Ауди ЭТО». В 2015 году перешла в российский клуб «Ростов-Дон», за который играла до 2017 года, после чего вернулась в «Вайперс» из родного Кристиансанна.

### В сборной
Катрин провела 365 матчей за сборную, забив три мяча. 7 раз становилась чемпионкой Европы (2004, 2006, 2008, 2010, 2020, 2022, 2024), дважды побеждала на чемпионатах мира (2011 и 2021) и трижды на Олимпийских играх (2008, 2012, 2024). На Олимпиадах 2008 и 2012 годов становилась игроком символической сборной и лучшим по статистике вратарём, а на Играх 2024 года была признана самым ценным игроком.
Катрин осознанно отказалась от участия в чемпионате Европы 2014 года, желая посвятить время семье, но вернулась в сборную и в 2016 году отправилась на Олимпиаду в Рио-де-Жанейро, где стала бронзовым призёром Игр. После этого продолжила карьеру в сборной.
Всего Катрин Лунде сыграла на 10 континентальных первенствах, что является рекордом среди женщин.
В 44 года выступила на Олимпийских играх в Париже, которые стали для Лунде пятыми в карьере. В финале сборная Норвегии победила команду Франции со счётом 29:21, Лунде сделала 12 сейвов после 31 броска (39 %). Лунде была признана самым ценным игроком турнира. Лунде стала первым человеком в истории гандбола, выигравшим 5 олимпийских наград в сумме. Среди женщин она стала первой в истории трёхкратной олимпийской чемпионкой по гандболу. В декабре 2024 года выиграла свой 7-й в карьере титул чемпионки Европы.

## Достижения

### Клубные
- Чемпионат Дании:
  - Чемпионка: 2008, 2009, 2010
  - Серебряный призёр: 2005
  - Бронзовый призёр: 2006, 2007

- Кубок Дании:
  - Победительница: 2007, 2008

- Чемпионат Венгрии:
  - Чемпионка: 2011, 2012

- Кубок Венгрии:
  - Победительница: 2011, 2012

- Лига чемпионов ЕГФ:
  - Победительница: 2009, 2010, 2013, 2014, 2021, 2022, 2023
  - Финалистка: 2012
  - Бронзовый призёр: 2019
  - Полуфиналистка: 2006, 2011

- Кубок ЕГФ:
  - Полуфиналистка: 2004

### В сборной
- Олимпийские игры:
  - Чемпионка (3): 2008, 2012, 2024
  - Бронзовый призёр: 2016, 2020

- Чемпионат мира:
  - Чемпионка (2): 2011, 2021
  - Серебряный призёр: 2007, 2017, 2023
  - Бронзовый призёр: 2009

- Чемпионат Европы:
  - Чемпионка (7): 2004, 2006, 2008, 2010, 2020, 2022, 2024
  - Серебряный призёр: 2002, 2012

## Личные награды
- Самый ценный игрок Олимпийских игр: 2024
- Лучший вратарь Олимпийских игр: 2008 и 2020
- Член символической сборной чемпионата мира: 2017
- Член символической сборной чемпионатов Европы: 2008, 2010, 2012[8]

## Личная жизнь
C 2007 по 2012 годы была замужем за футболистом Томом Рейдаром Харальдсеном. С 2012 года в браке с сербским футболистом и тренером Николой Трайковичем. В 2014 году Катрин взяла перерыв в карьере, готовясь к рождению первого ребёнка, и в 2015 году у неё родилась дочка, которую назвали Афиной. Согласно нескольким интервью, Катрин предпочитает после тренировок подольше поспать, а в свободное время иногда гуляет с дочкой.